# Zlata Filipović
Zlata Filipović (3 de diciembre de 1980) es la autora de "El diario de Zlata", un libro que relata su vida durante la guerra de Yugoslavia, de 1991 a 1993. En ese lapso, cuando tenía 10-12 años,
Zlata vive en una céntrica calle de Sarajevo, en Bosnia-Herzegovina.
Explica sus vivencias y sentimientos a través de Mimmy, su diario personal, con el que se
sincera totalmente, sus escritos son un testimonio desgarrador del horror que vive día a día Sarajevo. En el diario confesaba que solo quería irse de Sarajevo para vivir una vida normal.
Cuando salió el libro publicado, fue un gran boom, ya que relata sucesos en un país aparentemente pacífico, por el cual pasó la tormenta de las crueldades de la guerra y la destrucción, desde un punto de vista infantil e inocente. Fue conocida como la "Ana Frank" de Sarajevo.
Ha colaborado con la escritora Melanie Challenger en la edición del libro "Stolen voices", que es una recopilación de diarios de guerra de niños y adolescentes desde la Primera Guerra Mundial hasta Irak y que ha sido traducido al español por Marc Jiménez Buzzi con el título de "Voces robadas".

## Biografía
Zlata Filipovic nació en Sarajevo el 3 de diciembre de 1980. Sus padres son de Sarajevo y sus abuelos musulmanes y en su familia hay antepasados croatas y serbios. Con su diario se conoció en todo el mundo el sufrimiento de un pueblo en guerra (2003). Este libro propone una visión de las más terribles guerras del siglo XX a través de la mirada de los niños y adolescentes que las han vivido y sufrido. Desde el Holocausto, Vietnam, la intifada palestina o la guerra de Bosnia, este volumen reúne el emotivo testimonio de las víctimas más inocentes de las guerras. A los 14 años de edad en 1993 Zlata se convirtió, gracias a su diario en la niña más famosa de Bosnia-Herzegovina. Zlata fue refugiada en París, finales de 1993 con la ayuda de las fuerzas de la ONU y de las autoridades francesas probablemente de lujo gracias a la popularidad obtenida por su diario, Zlata aseguró seguir escribiendo en Francia, habitualmente reside en Irlanda, y desde donde se ha convertido en una testigo viva del dramatismo de una guerra que destrozó su ciudad y su infancia. Si Anna Frank relató en su libro el horror nazi durante la Segunda Guerra Mundial, Zlata hizo otro tanto con la guerra de Bosnia y el atroz cerco a Sarajevo.